# أرتم إيفانوفيتش ميكويان
أرتم إيفانوفيتش ميكويان («Արտյոմ Հովհաննեսի Միկոյան أو Անուշավան Հովհաննեսի Միկոյան» بالأرمينية، "Артё́м Ива́нович Микоя́н" بالروسية) (5 أغسطس 1905 - 9 ديسمبر 1970)
مصمم طائرات سوفيتي أرمني، قام بتصميم سلسلة طائرات ميج المقاتلة الشهيرة، بالمشاركة مع ميخائيل جيروفيتش. لذلك كان اسم المقاتلة مشتق من اسميهما، كذلك لاحظ أن الحرف الأوسط صغير.
مكتب التصميم الهندسي الذي كانا يعملان فيه حمل اسميهما «ميكويان جوريفيتش»، إلا أن اسم المكتب تحول إلى ميكويان للتصميم الهندسي بعد وفاة ميكويان.
أخوه الأكبر أنستاس ميكويان كان سياسياً سوفيتياً وتدرج في المناصب حتى أصبح نائب رئيس وزراء من 1946 - 1964، رئيس مجلس السوفيت الأعلى بين عامي 1964 و1965.

## بداية حياته
ولد أرتم إيفانوفيتش ميكويان في سناهن في أرمينيا في ال5 من شهر أغسطس في عام 1905.

## وصلات خارجية
- أرتم إيفانوفيتش ميكويان على موقع الموسوعة البريطانية (الإنجليزية)
- أرتم إيفانوفيتش ميكويان على موقع مونزينجر (الألمانية)